# Eurovision Song Contest 1977

Deltagande länder.
Länder som tävlat förut men inte deltog 1977.

Eurovision Song Contest 1977 sändes den 7 maj 1977  från BBC Wembley Conference Centre i London, Storbritannien, i och med att Storbritannien året innan hade vunnit med låten "Save Your Kisses for Me" av Brotherhood of Man. Programledare var Angela Rippon. Kapellmästare var Ronnie Hazelhurst. Svensk kommentator var Ulf Elfving. Finalen var ursprungligen tänkt att sändas den 2 april samma år, men på grund av en facklig tvist i Storbritannien blev den uppskjuten till den 7 maj, för övrigt första gången fram till dess som den hållits så sent som i maj .
Det var från början tänkt att videovykort skulle visas före varje framträdande, där artisterna också skulle finnas med, men efter protester från Sverige och Norge som menade att deras videoinslag inte var lämpliga, togs vykorten bort helt och hållet, och istället visades publiken mellan bidragen. En regeländring detta år innebar att man åter igen endast fick sjunga på sitt hemspråk. Emellertid hade redan Belgien och Västtyskland utsett sina bidrag innan denna regel infördes, och fick därmed sjunga på engelska. Tunisien hade planerat att vara med detta år, men drog sig senare ur tävlingen.
Segraren detta år blev Marie Myriam, som representerade Frankrike, med låten L'oiseau et l'enfant. 
Minnesvärt från detta år var Österrike med gruppen Schmetterlinge som sjöng låten "Boom Boom Boomerang". Gruppen bar på framsidan vita kläder och svarta kostymer på ryggen med bakåtvända ansiktsmasker på huvudet, vilket gav artisterna ett originellt utseende när de vände ryggen mot kameran. Med ett till synes lättsamt dansnummer framförde gruppen ett bidrag där texten var en ironisk betraktelse över den globala skivbolagsindustrin och kommersialiseringen av musiken; refrängen var en drift med tidigare års bidrag till tävlingen. Det senare kan möjligen ha bidragit till att låten hamnade näst sist, med endast det svenska bidraget bakom sig. Sverige har kommit sist två gånger. En kuriositet i sammanhanget är att Sverige vid båda dessa tillfällen haft startnummer 13, som har ett rykte som ett otursnummer. Trots detta har man också vunnit tre gånger från startnummer 13 (Frankrike 1960, Norge 1985 och Belgien 1986).

## Återkommande artister
| Land      | Artist                                | Tidigare år | Tidigare placering |
| --------- | ------------------------------------- | ----------- | ------------------ |
| Belgien   | Patricia Maessen (Dream Express)      | 19701       | 7:e                |
| Belgien   | Bianca Maessen (Dream Express)        | 19701       | 7:e                |
| Belgien   | Stella Maessen (Dream Express)        | 19701       | 7:e                |
| Irland    | The Swarbriggs (Plus Two)             | 1975        | 9:e                |
| Israel    | Ilanit                                | 1973        | 4:e                |
| Monaco    | Michèle Torr                          | 19662       | 10:e               |
| Portugal  | Fernando Tordo (Os Amigos)            | 1973        | 10:e               |
| Portugal  | Paulo de Carvalho (Os Amigos)         | 1974        | 14:e               |
| Österrike | Beatrix Neundlinger (Schmetterlinge)  | 19723       | 5:e                |
| Österrike | Günther Grosslercher (Schmetterlinge) | 19723       | 5:e                |

11970 tävlade Patricia, Bianca & Stella Maessen för Nederländerna, då under namnet Hearts of Soul.

21966 tävlade Michèle Torr för Luxemburg.

31972 tävlade Beatrix Neundlinger och Günther Grosslercher som del av gruppen The Milestones.

## Bidragen
| Nr | Land           | Artist                             | Sång                          | Översättning | Språk           | Placering | Poäng |
| -- | -------------- | ---------------------------------- | ----------------------------- | ------------ | --------------- | --------- | ----- |
| 1  | Irland         | The Swarbriggs Plus Two            | It's Nice to Be in Love Again | —            | Engelska        | 3         | 119   |
| 2  | Monaco         | Michèle Torr                       | Une petite française          | —            | Franska         | 4         | 96    |
| 3  | Nederländerna  | Heddy Lester                       | De mallemolen                 | —            | Nederländska    | 12        | 35    |
| 4  | Österrike      | Schmetterlinge                     | Boom Boom Boomerang           | —            | Tyska, Engelska | 17        | 11    |
| 5  | Norge          | Anita Skorgan                      | Casanova                      | —            | Norska          | 14        | 18    |
| 6  | Västtyskland   | Silver Convention                  | Telegram                      | —            | Engelska        | 8         | 55    |
| 7  | Luxemburg      | Anne Marie B.                      | Frère Jacques                 | —            | Franska         | 16        | 17    |
| 8  | Portugal       | Os Amigos                          | Portugal no coração           | —            | Portugisiska    | 14        | 18    |
| 9  | Storbritannien | Lynsey de Paul & Mike Moran        | Rock Bottom                   | —            | Engelska        | 2         | 121   |
| 10 | Grekland       | Pascalis, Marianna, Robert & Bessy | Mathima Solfège               | —            | Grekiska        | 5         | 92    |
| 11 | Israel         | Ilanit                             | Ahava Hi Shir Lishnayim       | —            | Hebreiska       | 11        | 49    |
| 12 | Schweiz        | Pepe Lienhard Band                 | Swiss Lady                    | —            | Tyska           | 6         | 71    |
| 13 | Sverige        | Forbes                             | Beatles                       | —            | Svenska         | 18        | 2     |
| 14 | Spanien        | Micky                              | Enséñame a cantar             | —            | Spanska         | 9         | 52    |
| 15 | Italien        | Mia Martini                        | Libera                        | —            | Italienska      | 13        | 33    |
| 16 | Finland        | Monica Aspelund                    | Lapponia                      | —            | Finska          | 10        | 50    |
| 17 | Belgien        | Dream Express                      | A Million in One, Two, Three  | —            | Engelska        | 7         | 69    |
| 18 | Frankrike      | Marie Myriam                       | L'Oiseau et L'Enfant          | —            | Franska         | 1         | 136   |

## Omröstningen
Angela Rippon hörde fel vid flera tillfällen då olika länder avlade sina röster, vilket dock korrigerades snabbt vid samtliga tillfällen. Omröstningen drabbades även av flera andra missöden. Monaco gav Nederländerna tre poäng, vilket länge endast registrerades som två poäng. Det blev även fel när Storbritannien gav poäng till Norge och Grekland, vilket dock klarades upp efter ett kort uppehåll. Israel glömde först att ge fyra poäng, vilka sedan gick till Schweiz. Grekland gav flera felaktiga poäng, vilket klarades ut först efter tävlingen Till sist gav Frankrike en poäng till både Belgien och Österrike och tre poäng till både Grekland och Israel. Sålunda visades fel resultat för sex länder när tävlingen var avgjord, men detta spelade ingen roll placeringsmässigt.
Omröstningen bjöd på en hel del spänning. Efter första omröstningen låg Finland i ledningen, men denna övertogs direkt efter andra omgången tillsammans av Frankrike, Israel och Italien, sedan av Frankrike efter omgång tre,  sedan av Storbritannien som behöll ledningen fram till elfte omgången, då Frankrike gick om på nytt och lyckades hålla ledningen ända fram till tävlingens slut. 
| Startordning | Startordning   | Röster | Röster | Röster | Röster | Röster | Röster | Röster | Röster | Röster | Röster | Röster | Röster | Röster | Röster | Röster | Röster | Röster | Röster | Röster | Röster |
| Startordning | Startordning   | Totalt | IE     | MC     | NL     | AT     | NO     | DE     | LU     | PT     | UK     | GR     | IL     | CH     | SE     | ES     | IT     | FI     | BE     | FR     |        |
| ------------ | -------------- | ------ | ------ | ------ | ------ | ------ | ------ | ------ | ------ | ------ | ------ | ------ | ------ | ------ | ------ | ------ | ------ | ------ | ------ | ------ | ------ |
| Bidrag       | Irland         | 119    |        | 8      | 1      | 5      | 12     | 5      | 8      | 1      | 12     | 10     | 12     | 8      | 12     | 4      | 8      | -      | 3      | 10     |        |
| Bidrag       | Monaco         | 96     | 5      |        | -      | 8      | 1      | 6      | 1      | 6      | 7      | 12     | 2      | 6      | 10     | 8      | 12     | 5      | 2      | 5      |        |
| Bidrag       | Nederländerna  | 35     | 3      | 3      |        | -      | -      | -      | -      | -      | 1      | 1      | 1      | 7      | -      | 1      | -      | -      | 10     | 8      |        |
| Bidrag       | Österrike      | 11     | -      | 5      | -      |        | 2      | -      | -      | -      | -      | 3      | -      | -      | -      | -      | -      | 1      | -      | -      |        |
| Bidrag       | Norge          | 18     | -      | -      | -      | -      |        | -      | 3      | 2      | 2      | -      | -      | -      | 1      | -      | 5      | -      | 5      | -      |        |
| Bidrag       | Västtyskland   | 55     | 1      | 1      | 3      | 2      | -      |        | 2      | 8      | 8      | 8      | 5      | -      | 5      | 5      | 5      | -      | -      | 1      |        |
| Bidrag       | Luxemburg      | 17     | 2      | -      | -      | -      | -      | -      |        | -      | -      | -      | -      | -      | -      | 7      | -      | 8      | -      | -      |        |
| Bidrag       | Portugal       | 18     | -      | 2      | 2      | -      | -      | 1      | -      |        | -      | -      | -      | 4      | -      | -      | 3      | -      | -      | 6      |        |
| Bidrag       | Storbritannien | 121    | -      | 12     | 7      | 12     | 7      | 10     | 12     | 12     |        | -      | 8      | -      | 8      | 3      | 2      | 4      | 12     | 12     |        |
| Bidrag       | Grekland       | 92     | -      | 10     | 10     | 4      | 4      | 4      | 6      | 10     | 5      |        | 3      | 1      | 7      | 12     | 1      | 6      | 6      | 3      |        |
| Bidrag       | Israel         | 49     | 7      | 7      | 5      | 3      | 5      | -      | -      | -      | -      | -      |        | 10     | 3      | 6      | -      | -      | 1      | 2      |        |
| Bidrag       | Schweiz        | 71     | 6      | -      | -      | 10     | 10     | -      | 5      | 4      | 4      | 6      | 4      |        | -      | -      | 4      | 10     | 8      | -      |        |
| Bidrag       | Sverige        | 2      | -      | -      | -      | -      | -      | 2      | -      | -      | -      | -      | -      | -      |        | -      | -      | -      | -      | -      |        |
| Bidrag       | Spanien        | 52     | -      | -      | 6      | 1      | -      | 7      | 7      | -      | 3      | 4      | -      | 3      | -      |        | 7      | 7      | 7      | -      |        |
| Bidrag       | Italien        | 33     | 8      | 6      | -      | -      | -      | 3      | -      | 3      | -      | -      | -      | 2      | -      | 2      |        | 2      | -      | 7      |        |
| Bidrag       | Finland        | 50     | 12     | -      | 4      | 6      | 8      | -      | -      | -      | -      | 2      | 7      | 5      | 2      | -      | -      |        | -      | 4      |        |
| Bidrag       | Belgien        | 69     | 4      | -      | 12     | -      | 6      | 8      | 4      | 7      | 10     | 5      | 6      | -      | 4      | -      | -      | 3      |        | -      |        |
| Bidrag       | Frankrike      | 136    | 10     | 4      | 8      | 7      | 3      | 12     | 10     | 5      | 6      | 7      | 10     | 12     | 6      | 10     | 10     | 12     | 4      |        |        |

### 12-poängare
| Antal | Tävlande land  | Länder som gav 12 poäng                                    |
| ----- | -------------- | ---------------------------------------------------------- |
| 6     | Storbritannien | Belgien, Frankrike, Luxemburg, Monaco, Portugal, Österrike |
| 4     | Irland         | Israel, Norge, Storbritannien, Sverige                     |
| 3     | Frankrike      | Finland, Schweiz, Västtyskland                             |
| 2     | Monaco         | Grekland, Italien                                          |
| 1     | Belgien        | Nederländerna                                              |
| 1     | Finland        | Irland                                                     |
| 1     | Grekland       | Spanien                                                    |